# Анайя, Педро Мария
Педро Мария Бернардино Анайя Альварес (исп. Pedro María Bernardino Anaya Álvarez; 20 мая 1794, Уичапан — 21 марта 1854, Мехико),  — мексиканский военный, который два раза был президентом Мексики и принимал активное участие в американо-мексиканской войне.

## Ранние годы
Педро Анайя родился в городке Уичапан на территории современного штата Идальго в семье испанцев Педро Хосе Анайя-и-Мальдонадо и Марии Антонии де Альварес. В 1810 году, в возрасте 16 лет он вступил в королевскую испанскую армию, и участвовал в боевых действиях против мексиканских повстанцев, но июне 1821 года, когда генерал Итурбиде провозгласил План Игуалы, присоединился к повстанцам. Он принял участие во всех военных конфликтах 1820-х годов. В 1822 году, когда Мексика аннексировала Центральную Америку, он участвовал в походе генерала Филисола в Гватемалу.
В 1833 году Анайя получил звание генерала.